# Chiesa dei Santi Pietro e Paolo (Sesto)
La chiesa dei Santi Pietro e Paolo (in tedesco Pfarrkirche Petrus und Paulus) a Sesto è la chiesa parrocchiale del paese.

## Storia
Dell'originale edificio di fine del Duecento non è rimasta traccia
L'edificio attuale fu costruito nel 1824 in forme classicistiche. Danneggiata nel corso della prima guerra mondiale, fu ricostruita tra 1921 e 1923.
Di gusto moderatamente neo-barocco all'esterno, la chiesa offre all'interno due pale d'altare del veneziano Cosroe Drusi. Gli affreschi sono di Albert Stolz.

## Cimitero
Il cimitero che la circonda, che ospita le tombe di celebri alpinisti locali come Sepp Innerkofler, è ricco di croci in ferro battuto, statue di legno e affreschi della famiglia Stolz.
Di Rudolf Stolz è la suggestiva Danza macabra che adorna le pareti della cappella rotonda che fa da ingresso al cimitero, e che raffigura la morte a braccetto di diversi personaggi.